# National Federation of the Blind
La National Federation of the Blind (in lingua italiana Federazione Nazionale dei Ciechi) è l'organizzazione dei disabili visivi degli Stati Uniti d'America. Ha sede a Baltimora.